# Amphidrina sinistra
Amphidrina sinistra là một loài bướm đêm trong họ Noctuidae.